# ポール・ピストーレ
ポール・ピストーレ（Paul Pistore、1957年9月3日 - ）は、アメリカ合衆国のパペッティア 、声優、音響監督。ミネソタ州ミネアポリス出身。1986年にロサンゼルスに移住。2000年頃からはシンガポールで活動している。

## 概要
モントレー・ペニンシュラ・カレッジでドラマ&ドラマティックと舞台芸術の学位を取得。1986年から1994年までユニバーサル・スタジオ・ハリウッドで人形操演者、俳優として活動。1996年から1998年まではサバン・エンターテイメントにて人形操演者、ゼクトメント・ディレクターとして活動。2005年6月から2008年8月まではシンガポールのODEX社に所属し、音響監督として日本製アニメ作品の英語版の演出を務めていた。2008年8月から2012年までI Theatreを中心に人形劇関連の活動した後、2014年までユニバーサル・スタジオ・シンガポールで人形劇の仕事を行っていた。2014年からImaginArtsにてシニア・アーツ・ディレクターを務めている。
声優としては動物や怪物の声を得意としている

## 参加作品

### テレビアニメ（出演）
2003年
- ONE PIECE（サンジ（初代）、スモーカー、クロマーリモ、Dr.ヒルルク）※ODEX版

2006年
- ジパング（菊池雅行、クリス・エバンス）
- DAN DOH!!（風間竜二、ゲンさん、アナウンサー）
- ファンタジックチルドレン

2007年
- かりん（ヘンリー・マーカー）
- 少年陰陽師（藤原道長、ミミズ妖怪）

### 特撮（出演）
1995年
- マスクド・ライダー（ファーバスの声、キャタトロンの声）

1997年
- パワーレンジャー・ジオ（パペットマンの声）※ノンクレジット

1998年
- パワーレンジャー・ターボ（フラッシュヘッドの声）※ノンクレジット

### 映画（出演）
1997年
- Troops（ジャワの声）

### テレビ映画（出演）
1999年
- Captain Kangaroo's Birthday Party at Sea World（ミスター・ムース、コペルニクス・P・デジットの声）

### その他（出演）
- マツダ（CMナレーション）

1997年
- Mister Moose's Fun Time（ミスター・ムース）

### テレビアニメ（スタッフ）
2006年
- 少年陰陽師（ADRディレクター）
- DAN DOH!!（音声演出）

2007年
- かりん（ADRディレクター）
- ファンタジックチルドレン（音声演出）

### 特撮（スタッフ）
1995年
- マスクド・ライダー（ファーバスのパペッター）

1997年
- パワーレンジャー・ターボ・映画版・誕生!ターボパワー（ラルゴのパペッティア ）

### 映画（スタッフ）
1992年
- ダイナウォーズ 恐竜王国への大冒険（パペッティア ）
- バットマン・リターンズ（パペッティア）

1994年
- ガイバー/ダークヒーロー（モデル制作）

1997年
- エイリアン4（パペッティア ）
- Troops（パペッティア）

1999年
- ブラボー火星人2000（パペッティア）

2001年
- ジェイ&サイレント・ボブ 帝国への逆襲（パペッティア、メカニカル技師）

2002年
- Archangel（パペッティア）
- メン・イン・ブラック2（パペッティア）

2003年
- ラスト サムライ（特殊効果）
- Batman: Dead End（ヘッドパペッティア、クリーチャーエフェクトクルー）

2004年
- ターミネーター2018（リードパペッティア、アディショナル・アニマトロニクス技師）

### テレビ映画（スタッフ）
1992年
- イントルーダーズ/第四の遭遇（パペッティア）

1996年
- クロックマスター（ミニチュア制作）

2002年
- サーベルタイガー（サーベルタイガーのパペッティア及びアニマトロニクス）